# Світленьке
Світле́ньке (до 1972 року Шапарівка) — село в Україні, у Білокуракинській селищній громаді Сватівського району Луганської області. Населення становить 84 осіб. Площа села становить 128,1 га. Назви вулицям не надані.

## Населення
Населення села становить 78 осіб, 27 дворів.

## Історія
Село засноване 1770 року під назвою Шапарівка. У 1972 році перейменоване на Світленьке.
Під час Голодомору 1932—1933 років за архівними даними на території тогочасної Плахо-Петрівської сільської ради загинуло 126 осіб.

## Транспорт
Село розташоване за 32 км від районного центру і за 14 км від залізничної станції Катран на лінії Валуйки — Кіндрашівська-Нова.